# 慶良間島可哥鮋
慶良間島可哥鮋為輻鰭魚綱鮋形目鮋亞目絨皮鮋科的其中一種，為亞熱帶海水魚，分布於西北太平洋日本慶良間島海域，棲息深度可達85公尺，體長可達3.4公分，棲息在底層水域，生活習性不明。

## 扩展阅读
維基物種上的相關：慶良間島可哥鮋